# Централна избирателна комисия
Централната избирателна комисия (ЦИК) е основният държавен орган, подготвящ и организиращ провеждането на избори и референдуми в България.
Дейността на комисията се урежда със закон. ЦИК може да бъде постоянно действаща или създадена за отделни избори – парламентарни, президентски, местни и др.

## Статут
До влизането в сила на Изборния кодекс през 2011 г. за всеки отделен избор – за народни представители, за президент и вицепрезидент, местни избори (за кметове и общински съветници), за членове на Европейския парламент (ЕП), е образувана отделна Централна избирателна комисия. След произвеждането на изборите и издаването на бюлетина с резултатите от тях мандатът на комисията съвпада с мандата на органа, за който е произведен изборът. Изключение от това правило е ЦИК за избиране на президент и виципрезидент, чийто мандат се прекратява с встъпването в длъжност на новоизбраните президент и вицепрезидент. ЦИК за местни избори (ЦИКМИ) е компетентна да произвежда нови и/или частични избори за кметове и общински съветници през времето до произвеждането на следващите общи местни избори. ЦИК за народни представители и за членове на ЕП е органът, който обявява за избран следващия в листата кандидат при прекратяване на мандата на народен представител или член на ЕП.
С приемането на Изборния кодекс на 28 януари 2011 г. Централната избирателна комисия на Република България става постоянно действащ орган. Той е на бюджетна издръжка от Министерския съвет и се назначава с указ на президента на Република България, а председателят, заместник-председателите и секретарят на комисията се определят с решение на Народното събрание. Мандатът на ЦИК е 5-годишен. Тя е компетентна по отношение на всички видове избори, които се произвеждат в рамките на този мандат, включителлно и референдумите. С изменение на Изборния кодекс от 21 февруари 2013 г. е променен статутът на ЦИК, като тя е преобразувана в самостоятелно юридическо лице – първостепенен разпоредител с бюджет със седалище в София. За пръв път се предвижда комисията да се подпомага и от постоянна администрация, начело с главен секретар. По този начин комисията вече разполага със собствен бюджет и възможност самостоятелно да поема права и задължения.

## Състав, 2011 г.
Комисията е съставена от 19 членове, разпределени на квотен принцип между парламентарно представените политически партии и коалиции на политически партии по метода на най-големия остатък. Политическите партии и коалициите на политически партии, които имат членове в Европейския парламент, но не са парламентарно представени, имат право на по 1 член в комисията.
Ако така полученият общ брой на членовете на комисията е четно число, се избира още 1 допълнителен член на комисията от политическата партия с най-голям неоползотворен остатък при разпределянето на квотите.
Председателят на ЦИК се определя от най-голямата парламентарно представена политическа партия или коалиция. Всяка парламентарно представена политическа партия или коалиция има право да излъчи по 1 заместник-председател.
Съставът на ЦИК е определен с Указ № 78 на президента на Република България Георги Първанов, обнародван в Държавен вестник, бр. 32 от 19 април 2011 г. Включва 21 членове.
Председател:
1. Красимира Георгиева Медарова – ГЕРБ (напуснала през март 2014 г.[3])

Заместник-председатели:
1. Елена Николова Маркова – Синята коалиция
2. Мария Веселинова Мусорлиева – АТАКА
3. Мая Андреева Андреева – ГЕРБ (освободена от 10 март 2014)
4. Румяна Кирилова Стоева-Сидерова – Коалиция за България
5. Сабрие Тайфи Сапунджиева – ДПС (освободена от 14.10.2013 г.[4])

Секретар:
1. Севинч Османова Солакова – ДПС

Говорители:
1. Бисер Живков Троянов – ГЕРБ (освободен от 5 март 2014)
2. Ралица Босилкова Негенцова – Коалиция за България (освободена от 26 юни 2013 [5])

Членове:
1. Александър Андреев Андреев – Коалиция за България (назначен от 2 юли 2013[6])
2. Анна Недялкова Колушева-Манахова – ГЕРБ
3. Валентин Димитров Бойкинов – ГЕРБ (освободен от 5 март 2014)
4. Венцислав Кирилов Караджов – Коалиция за България
5. Владимир Христов Христов – АТАКА
6. Гергана Маринова Маринова – ГЕРБ
7. Емануил Христов Христов – ГЕРБ
8. Ерхан Юксел Чаушев – ДПС
9. Иванка Атанасова Грозева – НДСВ
10. Красимир Бойчев Калинов – ГЕРБ
11. Мариана Стоянова Христова – ГЕРБ
12. Паскал Георгиев Бояджийски – ГЕРБ
13. Силва Петкова Дюкенджиева – Коалиция за България

ЦИК е независима от властта. Съгласно изборните закони след 1990 г. комисията е колективен орган, включващ обикновено юристи и математици, предложени от парламентарно представените политически партии.

## Състав, 2014 г.
Комисията е съставена, първоначално от 19 членове, като съставът е няколко пъти разширяван, съответно през 2016 и 2017 г. при промяна на парламентарно представените партии и партиите представени в Европейския парламент. В края на мандата на комисията на 20 март 2019 г. съставът е вече от 23 членове. Първоначалният състав на комисията е определен с решение на НС от 20 март 2014 г, обнародвано в ДВ бр. 26 от 21 март 2014 г. (за председателя, заместник-председателите и секретаря) и с Указ №53 на президента на Република България от 20 март 2014 г, обнародван в ДВ бр. 28 от 28 март 2014 г. (за членовете).
Председател:
1. Ивилина Вергинова Алексиева-Робинсън – Коалиция за България

Заместник-председатели:
1. Мария Веселинова Мусорлиева1
 – АТАКА
2. Маргарита Иванова Златарева-Русева – ГЕРБ (освободена от 5 февруари 2016 г.)

Секретар:
1. Севинч Османова Солакова1
 – ДПС

Говорители:
1. Александър Андреев Андреев1
 – Коалиция за България
2. Камелия Стоянова Нейкова – Коалиция за България
3. Цветозар Томов Томов – ГЕРБ

Членове:
1. Владимир Георгиев Пенев – АТАКА
2. Георги Славчев Баханов – ГЕРБ
3. Емануил Христов Христов1
 – ГЕРБ
4. Ерхан Юксел Чаушев1
 – ДПС
5. Ивайло Кирилов Ивков – Синьо единство
6. Иванка Атанасова Грозева1
 – НДСВ
7. Йорданка Цвяткова Ганчева – ГЕРБ
8. Мария Христова Бойкинова – ГЕРБ
9. Метин Мехмед Сюлейман – ДПС (назначен от 25 април 2014 г.)
10. Росица Борисова Матева – Коалиция за България
11. Румен Лилянов Цачев – ГЕРБ
12. Румяна Кирилова Стоева-Сидерова1
 – Коалиция за България
13. Таня Анчева Цанева – Коалиция за България
14. Мартин Райчев Райков – АБВ (назначен от 23 август 2016 г.)
15. Бойчо Иванов Арнаудов – ПФ, НФСБ, ВМРО (назначен от 4 октомври 2016 г.)
16. Катя Иванова Иванова – ББЦ (назначена от 4 октомври 2016 г.)
17. Кристина Цветославова Цанкова-Стефанова – ВОЛЯ (назначена от 28 юли 2017 г.)

1
 Член от състава на ЦИК от 2011 г.

## Състав, 2019 г.
След дълги дебати, съставът на ЦИК е променен месеци преди изборите за Членове на Европейския парламент през 2019 г. Новият състав е определен с решение на НС от 20 март 2019 г, обнародвано в ДВ бр. 24 от 22 март 2019 г. (за председателя, заместник-председателите и секретаря) и с Указ №54 на президента на Република България от 20 март 2019 г, обнародван в ДВ бр. 24 от 22 март 2019 г. (за членовете). Комисията включва 20 членове, от които 10 са били включени в състава на предходния мандат от 2014 г. и един е бил член на ЦИК в по-предишения мандат от 2011 г.
Председател:
1. Стефка Савова Стоева – ГЕРБ

Заместник-председатели:
1. Силва Петкова Дюкенджиева1
 – БСП
2. Таня Николова Йосифова – Обединени патриоти
3. Кристина Цветославова Цанкова-Стефанова2
 – ВОЛЯ

Секретар:
1. Севинч Османова Солакова1,2
 – ДПС

Членове:
1. Александър Андреев Андреев1,2,3
 – ГЕРБ
2. Бойчо Иванов Арнаудов2
 – Обединени патриоти
3. Георги Славчев Баханов2
 – ГЕРБ
4. Димитър Генчев Димитров – ГЕРБ
5. Емил Цветанов Войнов – БСП
6. Ерхан Юксел Чаушев1,2
 – ДПС
7. Ивайло Кирилов Ивков2
 – Реформаторски блок
8. Йорданка Цвяткова Ганчева2
 – ГЕРБ
9. Катя Иванова Иванова2
 – ББЦ, ВМРО-БНД, ЗНС, Гергьовден
10. Мария Христова Бойкинова2
 – ГЕРБ
11. Мирослав Александров Джеров – ГЕРБ
12. Николай Иванов Николов – БСП
13. Силвия Тодорова Стойчева – БСП
14. Таня Анчева Цанева2
 – БСП
15. Цветанка Петкова Георгиева – БСП

1
 Член от състава на ЦИК от 2011 г.
2
 Член от състава на ЦИК от 2014 г.
3
 Член от състава на ЦИК от 2014 г, по предложение на друга политическа сила

## Състав, 2021 г.
XLV народно събрание приема промени в Изборния кодекс, във връзка с които е променен начинът на определяне на ръководните позиции в ЦИК (преди това се избират с решение на НС), както и броят на членовете и начинът за тяхното предлагане. В резултат на това, президентът на републиката - Румен Радев издава указ № 131 от 11.05.2021 г, обнародван в ДВ бр. 39 от 12.05.2021 г. за назначаване на нов състав на ЦИК, който включва 15 членове, от които 8 са били включени в състава на предходния мандат от 2019 г. и трима са били членове на ЦИК в по-предишения мандат от 2014 г.
Председател:
1. Камелия Стоянова Нейкова4
 – ИТН

Заместник-председатели:
1. Димитър Генчев Димитров – ГЕРБ
2. Емил Цветанов Войнов3
 – БСП
3. Росица Борисова Матева4
 – И!МВ!
4. Цветозар Томов Томов4
 – ДБ

Секретар:
1. Севинч Османова Солакова1,2,3
 – ДПС

Членове:
1. Георги Славчев Баханов2,3
 – ГЕРБ
2. Елка Тодорова Стоянова – ИТН
3. Ерхан Юксел Чаушев1,2,3
 – ДПС
4. Йорданка Цвяткова Ганчева2,3
 – ГЕРБ
5. Красимир Георгиев Ципов – ГЕРБ
6. Любомир Недялков Гаврилов – ИТН (освободен от 9 август 2021 г.)
7. Любомир Петров Георгиев – ДБ
8. Силвия Тодорова Стойчева3
 – БСП
9. Цветанка Петкова Георгиева3
 – БСП
10. Гергана Петкова Стоянова – ИТН (назначена от 10 септември 2021 г.)

1
 Член от състава на ЦИК от 2011 г.
2
 Член от състава на ЦИК от 2014 г.
3
 Член от състава на ЦИК от 2019 г.
4
 Член от състава на ЦИК от 2014 г, по предложение на друга политическа сила

## Критика
От нейното назначаване през април 2011 г. ЦИК организира изборите на 23 и 30 октомври 2011 г. за президент и вицепрезидент и за общински съветници и кметове, първия национален референдум на 27 януари 2013 г. и изборите за Народното събрание на 12 май 2013 г. За изборите през 2011 г. ОССЕ изпраща ограничена мисия за наблюдение. Нейните констатации и препоръки са отразени в Окончателния доклад и дават повод на някои медии дейността на комисията да бъде квалифицирана като непрозрачна и неефективна
Констатираните от ОССЕ недостатъци в законодателството са отстранени до голяма степен с промените в Изборния кодекс, извършени със Закона за изменение и допълнение на Изборния кодекс (обн. ДВ, бр. 17 от 21.02.2013 г.), съгласно който ЦИК стана юридическо лице – първостепенен разпоредител с бюджетни кредити, чиято дейност се подпомага от администрация.

## Уеб сайт
Законът позволява на заседанията на комисията да присъстват наблюдатели, установява излъчване в реално време (в уебсайта на комисията) на всяко заседание и обявяване на стенографските протоколи от нейните заседания. ЦИК осигурява създаване на интернет страници на 31 районни избирателни комисии, с излъчване на заседанията им в реално време и публикуване на протоколите от заседанията им в интернет. По този начин се повишава прозрачността в работата на ЦИК, което е отчетено от Окончателния доклад на ОССЕ за изборите за Народното събрание на 12 май 2013 г.
В деня на местните избори на 25 октомври 2015 г. е регистрирана безпрецедентна за България хакерска атака от типа атака за отказ на услуга срещу уебсайта на ЦИК, както и срещу публичните уебсайтове на други ключови по отношение на изборните процеси държавни организации.